# Mode de ventilation autorégulé
Les modes de ventilation autorégulés sont des modes ventilatoires dont certains paramètres sont ajustés par un algorithme du respirateur en fonction de critères fixé par le clinicien. 
- Volume contrôlé régulé par la pression (= VC+ = Auto flow)
- Volume assisté
- Ventilation assistée proportionnelle
- Auto-mode
- SmartCare